# Slag bij Arsoef
De Slag bij Arsoef was een veldslag op 7 september 1191 waarin de Engelse koning Richard Leeuwenhart vlak bij Arsoef of Arsur, iets ten noorden van het huidige Tel Aviv, generaal Saladin versloeg.
Richard had in hetzelfde jaar nog Akko veroverd en hij wist dat hij de havenstad Arsoef nodig had om Jeruzalem te kunnen innemen. Daarom marcheerde hij langs de kust van Akko om Arsoef in te nemen. De slag won hij, maar de inname van Jeruzalem lukte niet.